# Clube Desportivo Primeiro de Agosto
Clube Desportivo Primeiro de Agosto, conhecido também como 1.° de Agosto, é um clube de futebol de Luanda, capital de Angola, fundado em 1977. Atualmente disputa o Girabola, correspondente à primeira divisão nacional.
A equipe tem como mando de campo o Estádio Nacional 11 de Novembro, com capacidade para 50 mil torcedores. Também tem como mascote, um Leão.

## História do clube
A fundação do 1.º de Agosto deveu-se a uma estratégia de desenvolvimento do desporto definida pelas Forças Armadas Populares de Libertação de Angola (FAPLA) por via do Comité Desportivo Nacional Militar (CODENM). Foi o primeiro clube criado no período pós-independência.
As cores predominantes do clube são vermelho e preto, mas também comporta as cores amarela e azul.

## Títulos
Esta é uma lista dos principais títulos do Primeiro de Agosto no futebol profissional masculino.
| NACIONAIS | NACIONAIS           | NACIONAIS | NACIONAIS                                                                        |
| Troféus   | Competições         | Títulos   | Temporadas                                                                       |
| --------- | ------------------- | --------- | -------------------------------------------------------------------------------- |
|           | Girabola            | 13        | 1979, 1980, 1981, 1991, 1992, 1996, 1998, 1999, 2006, 2016, 2017, 2018 e 2018–19 |
|           | Taça de Angola      | 6         | 1984, 1990, 1991, 2006, 2009 e 2019                                              |
|           | Supertaça de Angola | 10        | 1991, 1992, 1997, 1998, 1999, 2000, 2007, 2010, 2017 e 2019                      |